# 尹京信
尹 京信（ユン・ギョンシン、ハングル:윤경신、1973年7月7日 - ）は、大韓民国・ソウル特別市出身の元ハンドボール選手。斗山ハンドボールクラブの監督を務めている。

## 経歴
慶熙大学校時代の1995年のアイスランドで開催された世界男子ハンドボール選手権に出場し、得点王となる。
1996年にハンドボール・ブンデスリーガのVfLグンマースバッハに入団、1997年の世界選手権でも得点王となり、2大会連続の得点王となった。2000-01年シーズンにブンデスリーガ史上初の300ゴールを記録（324ゴール）し、2001年にIHF年間最優秀選手に選出。
2006年に同リーグのHSVハンブルクに移籍。2008年までプレーした。
2008年、当時4歳の息子から韓国へ帰国したいと言われたことや、長い海外生活に疲れていたため、ドイツ国内クラブからのオファーを断り帰国。帰国後は斗山ハンドボールクラブでプレー。2013年には監督として優勝を果たした。
2012年に行われたロンドンオリンピックの開会式では韓国選手団の旗手を務めた。